# Viktor Staudt
Viktor Staudt (* 7. März 1969 in Delft, Niederlande; † 8. September 2019 in Pianoro, Italien) war aktiv in der Prävention von Suiziden, nachdem er 1999 durch einen versuchten Schienensuizid beide Beine verloren hatte.
Staudt litt schon als Kind an Depressionen; nach dem Suizidversuch wurde eine Borderline-Störung diagnostiziert. Er arbeitete bis zu seinem Suizidversuch zehn Jahre lang für eine Fluggesellschaft. Nach seiner Rehabilitation lebte er zunächst in Deutschland und in der Schweiz. Seit 2011 lebte er in Pianoro in der Nähe von Bologna in Italien.
In seinem Buch Die Geschichte meines Selbstmords schrieb Staudt über die Situation, die zu seinem Suizidversuch führte, wie auch über den Weg zurück ins Leben. Er referierte in zahlreichen Veranstaltungen und versuchte damit, suizidgefährdeten Menschen einen Ausweg aufzuzeigen. Insbesondere wollte er den Papageno-Effekt nutzen, um weitere Suizide zu verhindern.
Anfang September 2019 nahm Staudt sich im Alter von 50 Jahren das Leben.

## Werk
- Die Geschichte meines Selbstmords und wie ich das Leben wiederfand. Übersetzt aus dem Niederländischen von Rolf Erdorf. Droemer Knaur Verlag, München 2014, Taschenbuchausgabe 2015. ISBN 978-3-426-78784-7
- Een leven op rolletjes. Met een lach en een traan onderweg in de rolstoel, Uitgeverij Meander, Rijswijk (NL) 2014. ISBN 978-9-050-19109-8